# Nokia 7650
Il Nokia 7650 è uno smartphone prodotto dall'azienda finlandese Nokia e messo in commercio nel 2002. È stato il primo cellulare Nokia a disporre di pulsante a joystick, tastiera scorrevole, fotocamera integrata, schermo a colori, sistema operativo Symbian con multitasking, suonerie polifoniche. La presenza contemporanea delle caratteristiche appena descritte, fanno del 7650 un telefono per l’epoca rivoluzionario.
È soprannominato Nokione, contrazione delle parole Nokia e Vodafone One, il programma di Vodafone che convertiva in punti le ricariche effettuate, cui Vodafone offriva appunto il Nokia 7650 come premio a chi arrivava al traguardo più alto.

## Caratteristiche
- Dimensioni: 114 x 56 x 26 mm.
- Massa: 154 g
- Risoluzione display: 176 x 208 pixel a 4 096 colori
- Diagonale del display: 2,1 pollici
- Sistema operativo: Symbian OS 6.1 Series60 v0.9
- CPU: RISC 32 bit basata su ARM 9, 104 MHz
- Fotocamera: Sì (0,3 Mpix)
- Memoria interna: 4 MB, di cui 3,6 disponibili all'utente, non espandibile
- Batteria: BLB2, 3,7V 750 mAh Li-ion
- Durata batteria in conversazione: 3 ore
- Durata batteria in standby: 130 ore (5 giorni)
- Bluetooth v1.1 e infrarossi
- Connessione: Dual band GSM a 900 e 1800 MHz
- Browser WAP 1.2.1 xHTML su dati GSM, HSCSD e GPRS.